# Голубівська сільська рада (Самарівський район)
| Голубівська сільська рада — колишній орган місцевого самоврядування у Новомосковському районі Дніпропетровської області з адміністративним центром у с. Голубівка. Сільській раді були підпорядковані населені пункти: - с. Голубівка - с-ще Миролюбівка - с. Воскресенівка - с-ще Кільчень - с. Троїцьке |

## Склад ради
Рада складалася з 30 депутатів та голови.

## Керівний склад сільської ради
| ПІБ                         | Основні відомості                                                         | Дата обрання | Дата звільнення |
| --------------------------- | ------------------------------------------------------------------------- | ------------ | --------------- |
| Деберина Олександр Іванович | Сільський голова, 1956 року народження, освіта, безпартійний              | 26.03.2006   | 31.10.2010      |
| Кузема Микола Георгійович   | Сільський голова, 1966 року народження, освіта вища, член Партії регіонів | 31.10.2010   |                 |

Примітка: таблиця складена за даними джерела